# Resolution 85 des UN-Sicherheitsrates
Die Resolution 85 des UNO-Sicherheitsrates wurde auf der 479. Versammlung des Gremiums am 31. Juli 1950 beschlossen und beauftragte den Oberbefehlshaber der UN-Truppe damit, der koreanischen Zivilbevölkerung, die unter dem Angriff der nordkoreanischen Armee litt, beizustehen und humanitäre Hilfe zu leisten. Die Abstimmung erfolgte in Abwesenheit des sowjetischen Vertreters Jakow Malik, da die UdSSR von Januar bis August 1950 ihren Vertreter im Rat aus Protest gegen die Nichtberücksichtigung der Volksrepublik China abgezogen hatte. Die einzige Enthaltung kam von Jugoslawien.
Bedeutsamer war die Resolution 84 vom 7. Juli 1950, die die Aufstellung einer mehr als eine halbe Million Soldaten umfassenden UN-Truppe, gebildet unter Beteiligung von 22 Staaten und unter Führung der USA, autorisierte, nachdem bereits am 25. Juni in Resolution 82 festgestellt worden war, dass der nordkoreanische Angriff auf Südkorea einen Friedensbruch darstellte, so dass Maßnahmen gemäß Kapitel VII der Charta der Vereinten Nationen gerechtfertigt waren.
Der Koreakrieg zwischen den UN-Truppen auf der einen und Nordkorea und später der Volksrepublik China auf der anderen Seite dauerte bis 1953. Er endete mit der endgültigen Teilung des Landes, nachdem etwa 900.000 Soldaten und 3.000.000 Zivilisten gestorben waren.